# Agnes Fink
Agnes Fink (Francoforte sul Meno, 14 dicembre 1919 – Monaco di Baviera, 28 ottobre 1994) è stata un'attrice tedesca naturalizzata svizzera, che fu attiva in campo teatrale, cinematografico e - soprattutto - televisivo.

## Biografia
Nella sua quarantennale carriera, partecipò ad una cinquantina di produzioni, tra cinema e televisione. Tra i suoi ruoli da protagonista, figurano, tra l'altro, quelli nei film TV Maria Stuart (1963) e Marie Octobre (1964). ürima moglie dell'attore e regista svizzero-austriaco Bernhard Wicki (1919-2000), Agnes Fink muore, dopo una lunga malattia, il 28 ottobre 1994, all'età di 74 anni.

## Filmografia parziale

### Cinema
- Gefangene der Liebe (1954; ruolo: Paula Scheftschick)
- La donna dell'altro (1959; ruolo: Anna)
- La gran vita (Das kunstseidene Mädchen, 1960; ruolo: Thérèse)
- Sternsteinhof (1976)
- Sorelle - L'equilibrio della felicità (Schwestern oder Die Balance des Glücks, 1979; ruolo: Mamma Sundermann)
- Lucida follia (Heller Wahn, 1983)
- Der gläserne Himmel (1987), regia di Nina Grosse
- Das Spinnennetz (1989)
- Langusten (1989; ruolo: Maria)
- Der Berg (1990), regia di Markus Imhoof

### Televisione
- Schmutzige Hände (1956; ruolo: Olga)
- Der schöne Gleichgültige (1956)
- Schinderhannes (1957; ruolo: Julchen Blasius)
- Bei Tag und bei Nacht oder Der Hund des Gärtners (1957; ruolo: Contessa Diana)
- Ein Spiel von Tod und Liebe (1957; ruolo: Sophie von Courvoisier)
- Bernarda Albas Haus (1957; ruolo: Martirio)
- Jons und Erme (1959), regia di Victor Vicas
- Die Dame ist nicht fürs Feuer (1960; ruolo: Jennet Jourdemayne)
- Die große Reise (1961; ruolo: Nell Valentine)
- Zwischen den Zügen (1961; ruolo: Laura Jesson)
- Der Feind (1961; ruolo: Elisabeth de Silleranges)
- Das Mädchen und der Staatsanwalt (1962; ruolo: Sig.ra Soldan)
- Maria Stuart (1963; ruolo: Maria Stuarda)
- Eine Dummheit macht auch der Gescheiteste (1963; ruolo: Cleopatra)
- Marie Octobre (1964; ruolo: Marie Octobre)
- Ein Tag im April (1965) (ruolo: Anna Albani)
- Graf Öderland (1968; ruolo: Elsa)
- Die Preußen kommen (1970; ruolo: Gustel)
- Der Kommissar (serie TV, 1 episodio, 1970; ruolo: Maria Dönhoff)
- Dreißig Silberlinge (1971; ruolo: Sig.ra Weiss)
- Karpfs Karriere (1971; Irma Karpf)
- Napoleon und Joghurt (1971; ruolo: Sig.ra Riganò)
- Il falso peso (Das falsche Gewicht, 1971; ruolo: Regina Eibenschuetz), regia di Bernhard Wicki
- Der Kommissar (serie TV, 1 episodio, 1973; ruolo: Gerda Brandes)
- Tatort (serie TV, 1 episodio, 1978; Helga Huck)
- L'ispettore Derrick (Derrick, serie TV, episodio "Un caffè da Beate", 1978; ruolo: Sig.ra Pacha), regia di Alfred Vohrer
- Tatort (serie TV, 1 episodio, 1980; ruolo: Ursula Redders)
- L'ispettore Derrick (Derrick, serie TV, episodio "Un figlio diverso", 1982; ruolo: Sig.ra Enger)
- Die Frau mit den Karfunkelsteinen (1985)
- Il commissario Köster (Der Alte, serie TV, 1 episodio, 1985; ruolo: Josefa Burger)
- Il commissario Köster (Der Alte, serie TV, 1 episodio, 1986; ruolo: Beate Andresen)
- Il commissario Kress (Der Alte, serie TV, 1 episodio, 1988; ruolo: Erna Wallner)
- Marleneken (miniserie TV, 1990; ruolo: Carla)

## Doppiaggi
- Joan Fontaine, in: Rebecca - La prima moglie (1951; voce: Mrs. de Winter II)
- Alida Valli, in: Der Fall Paradin (1952; voce: Anna Paradine)
- Katharine Hepburn, in: Improvvisamente, l'estate scorsaPlötzlich im letzten Sommer (1960; voce: Mrs. Violet Venable)
- Ellen Burstyn, in: Der Exorzist (1974; voce: Chris MacNeil))

fonti: 

## Premi & riconoscimenti
- 1957: Deutscher Kritikerpreis
- 1960: Goldener Bildschirm
- 1961: Goldener Bildschirm
- 1975: Grande croce al merito della Repubblica Federale Tedesca